# Iani smithi
Iani smithi — вид птахотазових динозаврів з групи орнітоподів (Ornithopoda), що існував у пізній крейді, 99,5 млн років тому.

## Скам'янілості
Рештки динозавра виявлені у відкладеннях формації Кедрова гора в окрузі Емері у штаті Юта (США). Зразок складався з часткового скелета, включаючи майже повний, розрізнений череп, шийні, спинні, крижові та хвостові хребці, ребра та гематичні дуги, частково грудний і тазовий пояси, а також праву руку й ногу.

## Етимологія
Родова назва Iani вказує на Януса, римського бога переходів, посилаючись на мінливу біоту того часу. Видова назва smithi вшановує Джошуа Аарона Сміта та його палеонтологічний внесок.